# Critognatos
Critognatos est un aristocrate Arvernes, qui fut l'un des commandants gaulois du siège d'Alésia, en 52 av. J.-C. Il est connu, selon Jules César, pour avoir prononcé un discours dans lequel il prône de ne conserver dans la cité assiégée que les guerriers et que les autres leur servent de nourriture. Mais Christopher Krebs, un expert de César, a soutenu que Critognatus n'est rien de plus qu'un produit de l'imagination littéraire de César, dont le seul but est de prononcer ce discours tout aussi fictif.

## Protohistoire
Critognatos ne nous est connu que par deux mentions de Jules César, dans le livre VII des Commentaires sur la Guerre des Gaules.
« Cependant les Gaulois assiégés dans Alésia, voyant que le jour où ils attendaient du secours était expiré, et que tout leur blé était consommé, ignorant d'ailleurs ce qui se passait chez les Héduens, s'étaient assemblés en conseil et délibéraient sur le parti qu'ils avaient à prendre. C'était [Critognatos] un Arverne d'une naissance élevée et qui jouissait d'une haute considération. « Je ne parlerai pas, dit-il, de l'avis de ceux qui appellent du nom de capitulation le plus honteux esclavage ; et je pense qu'on ne doit, ni les compter au nombre des citoyens, ni les admettre dans cette assemblée. Je ne m'adresse qu'à ceux qui proposent une sortie, et dont l'opinion, comme vous le reconnaissez tous, témoigne qu'ils se souviennent encore de notre antique valeur. [...] Lorsque quatre-vingt mille hommes auront péri dans cette tentative, quel courage pensez-vous que conservent nos parents et nos proches, s'ils ne peuvent, pour ainsi dire, combattre que sur nos cadavres ? [...] Quel est donc mon avis ? De faire ce que firent nos ancêtres dans leurs guerres, bien moins funestes, contre les Cimbres et les Teutons. Forcés, comme nous, de se renfermer dans leurs villes, en proie à la disette, ils soutinrent leur vie en se nourrissant de la chair de ceux que leur âge rendait inutiles à la guerre ; et ils ne se rendirent point. [...] Mais que demandent les Romains ? Que veulent-ils ? L'envie les amène contre tous ceux dont la renommée leur a fait connaître la gloire et la puissance dans la guerre ; ils veulent s'établir sur leur territoire, dans leurs villes, et leur imposer le joug d'une éternelle servitude. Car ils n'ont jamais fait la guerre dans d'autres vues. Que si vous ignorez comment ils se conduisent chez les nations éloignées, voyez cette partie de la Gaule qui vous touche ; réduite en province, privée de ses droits et de ses lois, soumise aux haches romaines, elle gémit sous le poids d'un esclavage qui ne doit pas finir. »
— Jules César, Commentaires sur la guerre des Gaules, VII, 77.
« Les avis ayant été recueillis, il fut arrêté que ceux qui, à raison de leur santé ou de leur âge, ne pouvaient rendre de service à la guerre, sortiraient de la place, et qu'on tenterait tout avant d'en venir au parti proposé par Critognatos. On décida toutefois que, si l'on y était contraint et si les secours se faisaient trop attendre, on le suivrait plutôt que de se rendre ou de subir la loi des Romains. Les Mandubiens, qui les avaient reçus dans leur ville, sont forcés d'en sortir avec leurs enfants et leurs femmes. Ils s'approchent des retranchements des Romains, et, fondant en larmes, ils demandent, ils implorent l'esclavage et du pain. Mais César plaça des gardes sur le rempart, et défendit qu'on les reçût. »
— Jules César, Commentaires sur la guerre des Gaules, VII, 78.

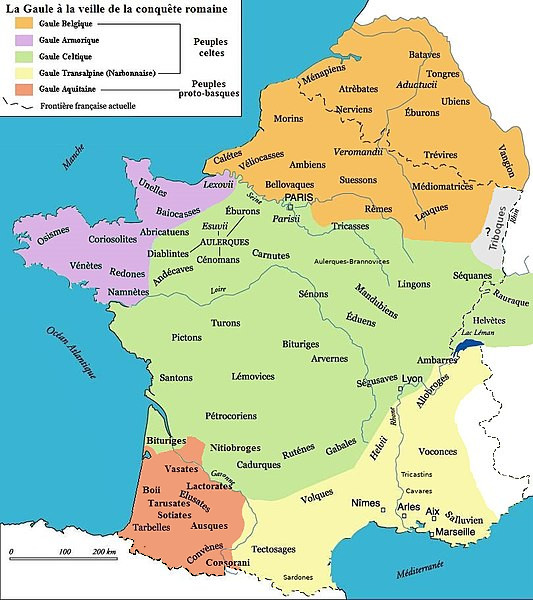
Carte des peuples celtes de Gaule.

Selon le Dictionnaire de la langue gauloise, le sens de son nom est « fils de la terreur ». Composé du préfixe crito, « qui fait trembler » et du radical gnatos « fils, fille ». Il peut également se comprendre comme « le terrifiant ». La concordance entre le sens de son nom et ce que l'on sait de son attitude (la proposition de recourrir au cannibalisme) est l'argument principal, avec Vercingétorix et Bratronos (voir Liste des inscriptions en gaulois) de la théorie selon laquelle les Gaulois recevaient un "nom d'homme" lors d'un changement de statut, ou au moins, lors du passage à l'âge adulte, différent du "nom de naissance", lequel pourrait n'avoir été qu'un patronyme de type islandais (par exemple Nantonicnos « fils de Nantonos »).[réf. nécessaire]

## Sources et bibliographie
- Venceslas Kruta, Les Celtes, Histoire et Dictionnaire, page 562, Éditions Robert Laffont, coll. « Bouquins », Paris, 2000,  (ISBN 2-7028-6261-6)
- Xavier Delamarre, Dictionnaire de la Langue gauloise (approche linguistique du vieux celtique continental), éditions Errance, Paris, 2003,  (ISBN 2-87772-237-6)
- John Haywood (intr. Barry Cunliffe, trad. Colette Stévanovitch), Atlas historique des Celtes, éditions Autrement, Paris, 2002,  (ISBN 2-7467-0187-1)
- Collectif (catalogue de l'exposition européenne d'archéologie celtique au Palazzo Grassi à Venise), Les Celtes, Venise, EDDL, Paris, 2001,  (ISBN 2-23700-484-6)
- Albert Grenier, Les Gaulois, Petite bibliothèque Payot, Paris, 1970,  (ISBN 2-228-88838-9)
- Danièle et Yves Roman, Histoire de la Gaule, Librairie Arthème Fayard, Paris, 1997,  (ISBN 2-7028-1646-0)
- Consulter aussi la bibliographie sur les Celtes.
- Commentaires sur la guerre des Gaules, livre VII chapitre LXXVII

## Wikisource
- Jules César, Commentaires sur la guerre des Gaules, Livre VII